# پرسی فریمن
پرسی فریمن (انگلیسی: Percy Freeman; ۴ ژوئیهٔ ۱۹۴۵ – ۵ ژانویهٔ ۲۰۱۶) بازیکن فوتبال اهل بریتانیا بود.
از باشگاه‌هایی که در آن بازی کرده‌است می‌توان به باشگاه فوتبال ردینگ اشاره کرد.